# Porrona
Porrona est une frazione de la commune de Cinigiano, province de Grosseto, en Toscane, Italie. Au moment du recensement de 2011 sa population était de 25 habitants.
Le hameau est situé dans la Maremme grossetaine, à 28 km de la ville de Grosseto.

## Histoire
La localité est née à l'époque médiévale et, depuis le XIIIe siècle, était sous le contrôle de la république de Sienne.
Au XIVe siècle, le village devint le lieu de résidence de quelques familles nobles siennoises, telles que les Tolomei et les Piccolomini, tout en restant sous la juridiction de la république de Sienne. Le village et ses ouvrages fortifiés subirent de graves dommages en 1377 lors d'un siège mené par des milices mercenaires.
Au milieu du XVIe siècle, Porrona fait partie du grand-duché de Toscane, tout en continuant à être la résidence de familles nobles.

## Monuments
- Église San Donato (XIIIe siècle), ancienne pieve
- Église Madonna delle Grazie (XVIIe siècle)
- Murailles de Porrona, fortifications médiévales, avec le château de Porrona.

## Galerie

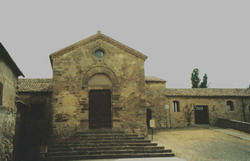
Église San Donato.
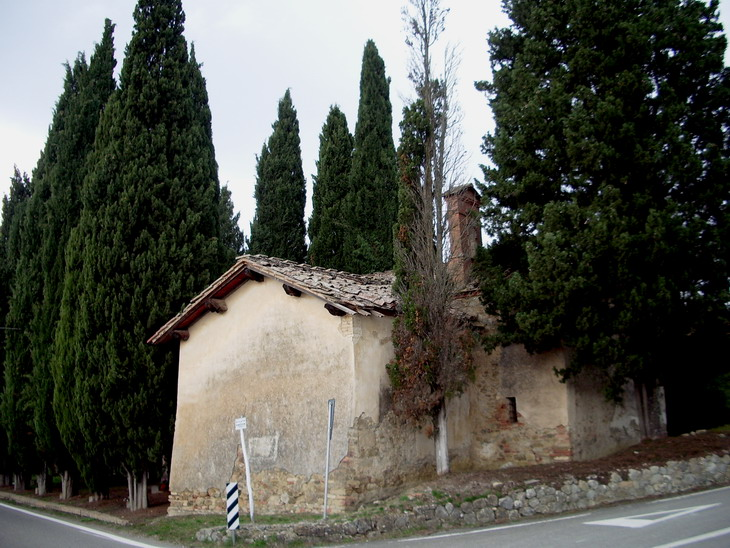
Église Madonna delle Grazie.
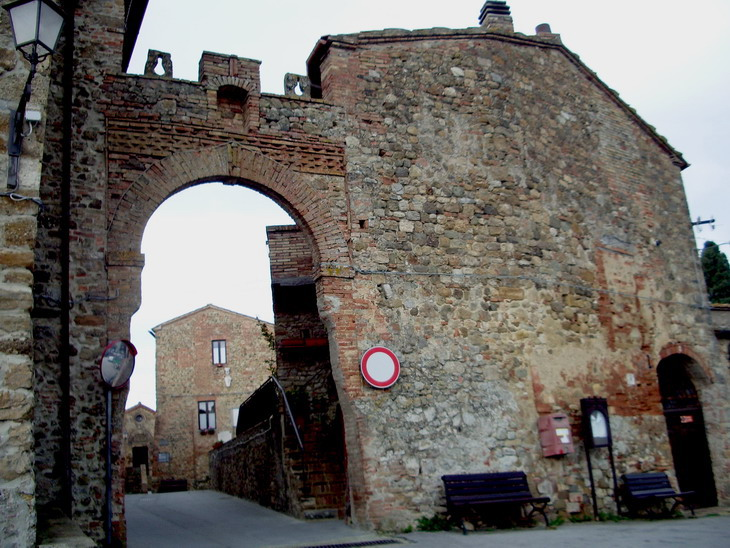
Murailles de Porrona.
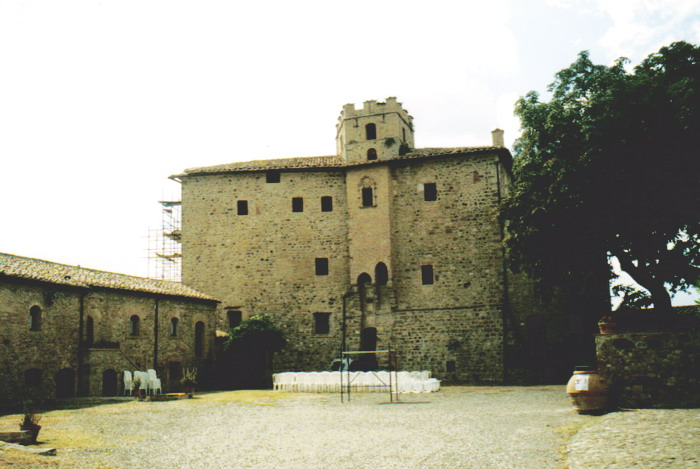
Château de Porrona.